# Neumania fragilis
Neumania fragilis är en kvalsterart som beskrevs av Marshall 1922. Neumania fragilis ingår i släktet Neumania och familjen Unionicolidae. Inga underarter finns listade i Catalogue of Life.